# Pristimantis hamiotae
Espèce
Synonymes
- Eleutherodactylus hamiotae Flores, 1994 "1993"

Statut de conservation UICN

 CR B1ab(iii) : 
En danger critique
Pristimantis hamiotae est une espèce d'amphibiens de la famille des Craugastoridae.

## Répartition
Cette espèce est endémique  de la province de Pichincha en Équateur. Elle se rencontre à environ 2 140 m d'altitude sur le versant Ouest de la cordillère Occidentale.

## Étymologie
Le nom spécifique hamiotae vient du latin hamiota, le pêcheur à la ligne, en l'honneur de Kenneth Ichiro Miyata, qui était un amoureux des ruisseaux.

## Publication originale
- Flores, 1994 "1993" : A new species of earless Eleutherodactylus (Anura: Leptodactylidae) from the Pacific slopes of the Ecuadorian Andes, with comments on the Eleutherodactylus surdus assembly. Herpetologica, vol. 49, no 4, p. 427-434.